# Lerngemeinschaft
Unter einer Lerngemeinschaft versteht man eine Gruppe von Personen, die sich zusammenschließt, um sich gemeinsam mit einem bestimmten Thema auseinanderzusetzen. Das gemeinsame Lernen, der Wissensaustausch unter den Mitgliedern und das Arbeiten an konkreten Problemstellungen mit einem gemeinsamen Ziel/Produkt stehen dabei im Vordergrund.

## Ursprung des Lerngemeinschaftsansatzes

### Entstehung und Entwicklung
Der Lerngemeinschaftsansatz entstand in den 1980er Jahren in den Vereinigten Staaten. Obwohl die Idee des gemeinsamen Lernens, natürlich schon zuvor existierte, entwickelte sich nun die spezifische Theorie der Lerngemeinschaften, die diese auch relativ deutlich von ‚gewöhnlichem‘ gemeinsamem Lernen (etwa Gruppenarbeit) abgrenzt. Ausgangspunkt war die Abkehr von der kognitiven Lerntheorie, die die Informationsverarbeitung im Gehirn des Individuums als zentral für den Lernprozess ansah. Dem gegenübertretend sah man das Problem bei einem solchen Lernen, in der mangelnden Übertragung des Gelernten auf Situationen außerhalb des Lern- (bzw. Schul-) Kontextes. Anders als etwa in der Berufsausbildung, wo ein Lernprozess in der Auseinandersetzung mit der tatsächlichen Materie stattfindet („Learning by Doing“), könne das in der Schule erlernte, ‚träge’ Wissen im Alltag kaum angewandt werden und sei daher weitgehend nutzlos. Analog zu den sogenannten „Communities of Practice“ (Lave und Wenger), in denen sich Menschen austauschen, die alle dem gleichen Beruf (vornehmlich einem Handwerk) nachgehen, wurden „Communities of learning“ postuliert, in welchen ein Austausch unter den Lernenden stattfinden soll.
Als Pionier im Bereich der Lerngemeinschaften wird das Evergreen State College in Olympia, Washington – eine Schule mit experimentell-reformerischer Ausrichtung – angesehen, wo schon in den frühen 1980er-Jahren Lerngemeinschaften unter den Schülern eingerichtet wurden. Der Ansatz breitete sich zunächst v. a. in den USA weiter aus, in den letzten Jahren gibt es jedoch auch zunehmend Modellversuche in Deutschland.

### Zu Grunde liegende Meta-Theorien
Der Lerngemeinschaftsansatz basiert auf zwei eng miteinander verwandten Paradigmen aus der Soziologie bzw. Lernpsychologie: der soziologischen Systemtheorie und dem (Sozial-)Konstruktivismus.
Erstere Theorie geht davon aus, dass Gemeinschaften soziale Systeme sind, die bestimmte Merkmale aufweisen. Ihre Mitglieder sind durch emotionale, reziproke Beziehungen miteinander verbunden und üben so gegenseitig Einfluss aufeinander aus. In einer Gesellschaft bestehen zahlreiche soziale Systeme nebeneinander, die sich jeweils wiederum durch die Bindungen zwischen ihren jeweiligen Mitgliedern voneinander abgrenzen.
Auch eine Lerngemeinschaft, also etwa eine Schulklasse, ist ein soziales System, d. h. es bestehen Beziehungen und damit auch Interaktion zwischen ihren Mitgliedern, also etwa den Schülerinnen und Schülern einer Klasse. Der Lerngemeinschaftsansatz versucht, diese Eigenschaft für den Lernprozess nützlich zu machen.
Der Konstruktivismus liefert weitere zentrale Annahmen des Lerngemeinschaftsansatzes. So geht er davon aus, dass Wissen keine invariante Eigenschaft von Personen jenseits von Situationen ist, sondern vielmehr durch die jeweiligen Beziehungen zwischen Personen und Situationen geprägt wird. Multiple Perspektiven werden demnach als gegeben angenommen. Es existiert also kein ‚objektives’ Wissen. Der Fokus liegt hier auf dem sozialen Kontext des Lernens; Kooperation, Eigenverantwortung, Problemorientierung, das Anknüpfen von neuem Wissen an bereits Gelerntes und die damit einhergehende ständige Rekonstruktion und Erweiterung des eigenen Wissens sind wichtige Merkmale des Lernprozesses.

## Theorie des Lerngemeinschaftsansatzes
Aufbauend auf die oben genannten Meta-Theorien formuliert der Lerngemeinschaftsansatz (siehe hierzu etwa Bielaczyc/Collins 1999) einige Prinzipien, die den Lernprozess in einer ‚learning community‘ auszeichnen und ihn – in weiten Teilen – von dem bis dato vorherrschenden Ansatz, der ausschließlich beim Individuum ansetzt, abgrenzen. Allgemein gilt es, die Partizipation der Lernenden in den Vordergrund zu stellen und den Lernprozess eher als kollektives Unternehmen, an dem jeder auf unterschiedliche Art und Weise beteiligt ist, zu betrachten. Im Gegensatz zur Methode der Gruppenarbeit gilt es, alle Mitglieder der Gemeinschaft längerfristig in das gemeinsame Projekt einzubinden: „fostering a culture of learning in which everyone is involved in a collective effort of understanding“ (Bielaczyc/Collins 1999). Zur Umsetzung von Lerngemeinschaften wird sich oft sogenannter „kognitiver Werkzeuge“ bedient. Dies sind meist digitale Medien (also etwa Concept Maps oder Programme wie CSILE, siehe unten), die dabei helfen sollen, dass Wissen nicht nur repräsentiert wird, sondern die Lernenden beim aktiven Wissensaufbau unterstützt. Dies geschieht zum Beispiel durch vorstrukturierte Benutzeroberflächen, die den Lernenden verschiedene Kategorien vorgibt, in die sie neue Erkenntnisse, Fragen, Vermutungen etc. eintragen, worüber sie sich online austauschen können.

### Metakognition
In Lerngemeinschaften wird der Vorgang des Lernenlernens betont. Es geht also bei der Auseinandersetzung mit einem Thema nicht nur darum, sich mit dem jeweiligen Inhalt des Lernstoffes zu beschäftigen, sondern dabei auch kontinuierlich über den eigenen Lernprozess und -fortschritt zu reflektieren. Der Lernvorgang wird vom Lernenden selbst geplant, überwacht und bewertet.

### Prozesshaftes Lernen
Es wird davon ausgegangen, dass Wissen nicht stufenförmig anwächst, sondern sich durch die sich im Lernprozess ergebenden Fragen quasi selbst verstärkt. Wissenszuwachs ist damit ein zirkel- oder spiralenförmiger Prozess: Mehr Wissen führt zu neuen Fragen, diese wiederum zu neuem Wissen und so weiter. Ein ähnliches Verhältnis besteht zwischen dem Zuwachs von individuellem und kollektivem Wissen. Das Wissen des Einzelnen trägt zum Aufbau des in der Gemeinschaft existierenden Wissens bei. Auf dieses kollektive Wissen kann wiederum das Individuum zurückgreifen, d. h., der Wissenszuwachs von Individuum und Gemeinschaft verstärkt sich gegenseitig. Entsprechend können sich die Lernziele einer Gemeinschaft auch erst endgültig im Lernprozess selbst ergeben.
Weiterhin ist das Lernen durch und aus Fehlern wichtig. Die Lernenden durchlaufen einen ständigen Prozess von Versuch und Irrtum, in dem sie selbst erst durch Ausprobieren herausfinden, welche möglichen Erklärungen etwa für ein bestimmtes Phänomen haltbar sind und weshalb. Es geht also nicht darum, auf ein vom Lehrer festgelegtes Ziel hin zu lernen, sondern die ‚Wissensspirale’ so weit weiterzuverfolgen, bis man mit dem Ergebnis zufrieden ist. Dabei steht auch im Vordergrund, dass der Lernende selbst erlebt und erkennt wie oder weshalb der Untersuchungsgegenstand funktioniert, anstatt sich die Informationen darüber schlicht anzulesen oder gesagt zu bekommen („knowledge of“ statt „knowledge about“). Wissen über den praktischen Umgang mit dem untersuchten Phänomen soll also eine reine Anhäufung von deklarativem Wissen ersetzen.
Die Lehrperson spielt – sofern es sich um eine schulische Lerngemeinschaft handelt – eine grundlegend andere Rolle als im konventionellen Unterricht. Da sich das Wissen durch die Lernenden durch eigene Aktivitäten und möglichst hohe Teilhabe weiterentwickelt, tritt der Lehrer eher als Organisator auf den Plan. Er schafft die Voraussetzungen und Rahmenbedingungen für den erfolgreichen Lernprozess, stellt also etwa Informationen, Räumlichkeiten und Expertise zur Verfügung. Als ‚Modell‘ und Vorbild gibt die Lehrkraft Hilfestellungen und steht jederzeit für Fragen bereit. Die Lernenden sind also selbst verantwortlich für ihren eigenen Lernprozess und den der anderen Gruppenmitglieder.

### Situatives Lernen
Wie oben beschrieben soll der Antagonismus zwischen Lernsituation und Anwendungssituation überwunden werden. Dazu wird versucht, die Lernsituation möglichst praxisnah zu gestalten, d. h. den Bezug zur Lebenswelt des Lernenden herzustellen. Dies wird z. B. dadurch erreicht, dass der Lernanlass ‚aus dem Leben gegriffen‘ sein sollte, also eine Auseinandersetzung mit Alltagsphänomenen stattfindet, deren Relevanz dem Lernenden unmittelbar einleuchtet. Außerdem ist entscheidend, dass die Lernenden in der Gemeinschaft ein bestimmtes Produkt erstellen, welches realweltliche Bedeutung hat (also etwa ein Buch drucken, eine Ausstellung organisieren, eine Webseite gestalten o. ä.). Das Lernen findet also im fachlichen und sozialen Kontext statt.

### Problemorientiertes Lernen
An das situative Lernen anknüpfend, sollte beim Lerngegenstand stets eine Problemorientierung gegeben sein. Es werden also konkrete Fallbeispiele und Problemstellungen ausgewählt, mit deren Lösung die Lernenden anschließend selbstständig befasst sind. Dabei gilt das Prinzip Tiefe > Breite (depth-over-breadth principle), d. h. es wird als sinnvoller erachtet, gewisse Themen intensiv zu bearbeiten und sich Expertise in einem bestimmten Feld anzueignen, als oberflächliches Wissen über ein möglichst breites Curriculum anzusammeln. Die ausgewählten Themengebiete sollten möglichst Schlüsselideen bzw. wichtige Prinzipien eines Fachbereiches sein, um einer zu abwegigen Spezialisierung vorzubeugen. „Rather than being overawed by authority, or dismissive, they [the students, Anm. d. Verfasserin] see their own work as being legitimated by its connection to problems that have commanded the attention of respected scientists, scholars, and thinkers.“ (Scardamalia/Bereiter 2006: 3). Durch die Mitbestimmung der Lernziele, die Relevanz der behandelten Themen und das Erstellen eines ‚Produktes‘ mit lebensweltlichem Bezug soll vor allem die Motivation der Lernenden gefördert werden (intrinsische Motivation).
Auch ist es beim problemorientierten Lernen erwünscht, dass jedes Mitglied einer Lerngemeinschaft bzw. jede Untergruppe einem (zumindest teilweise) anderen Problemaspekt nachgeht. Es wird also nicht zur gleichen Zeit von allen Lernenden das Gleiche gelernt, sondern es herrschen sowohl vor wie auch nach dem Lernprozess unterschiedliche Wissensstände und Expertisen vor.

### Soziales Lernen
Ein weiteres Prinzip des Lerngemeinschaftsansatzes ist, dass nicht ein Einzelner isoliert, sondern eine Gruppe zusammen lernt. Es soll eine Kultur des Lernens geschaffen werden, in der längerfristig jeder Einzelne einbezogen ist und die von Teamgeist, Kooperation und Engagement geprägt ist. Die Mitglieder sollen lernen, mit den Verschiedenheiten der Gruppenmitglieder umzugehen, sie zu respektieren, wertzuschätzen und die verschiedenen Sichtweisen zu einem gemeinsamen Produkt zusammenzuführen. Es geht hier zum einen darum, verschiedene Wissensstände und Expertisen der Mitglieder (diversity of expertise) einzubinden. Zum anderen führt gerade diese Diversität auch dazu, dass das kollektive Wissen immer größer ist als das individuelle Wissen, weshalb wiederum jeder auf das jeweilige Wissen der anderen angewiesen ist (Ressourceninterdependenz). Jeder Einzelne ist mit seinem spezifischen Wissen und seinen individuellen Voraussetzungen (individuelle Identität) wichtig für den Aufbau des kollektiven Wissens und der durch diese positive Abhängigkeit entstehenden „kollektive Identität“ der Gruppe, die auch durch die gemeinsame Anstrengung auf ein gemeinsames Ziel (oft in Form eines konkreten Produktes) geprägt wird. Dennoch entsteht durch das Zusammentragen und den Austausch der Ergebnisse eine gemeinsame Wissensgrundlage (common ground).
Die Dauerhaftigkeit der gruppeninternen Bindungen und der Ausbau einer eigenen Gruppenidentität unterscheiden Lerngemeinschaften von dem, was in Gruppenbildungsprozessen innerhalb kurzfristiger angelegter Gruppenarbeiten erreicht werden kann.
Außerdem lernen die Mitglieder der Lerngemeinschaft mit Feedback umzugehen und so ihren eigenen Lernprozess zu reflektieren und sich weiterzuentwickeln. Jeder Einzelne lernt demnach etwas anderes von der Gruppe – im Gegensatz zum traditionellen Ansatz, in dem alle das Gleiche zur gleichen Zeit lernen sollen – und ist selbst für sein Lernen und das der Gruppe verantwortlich.

## Ziele und Errungenschaften
In verschiedenen kanadischen (Institute of Child Study in Toronto und University of Toronto) und anderen, vornehmlich im anglophonen Raum durchgeführten, Studien (Caswell/Bielaczyk 2001; Dunbar 1997) konnte der Erfolg von Lerngemeinschaften gezeigt werden. Dunbar etwa stellte fest, dass der Diskurs in einer Lerngemeinschaft eine andere Funktion hat als Diskussionen, die im Rahmen eines Vortrags oder eines Aufsatzes stattfinden. Ersterer sei deutlich mehr auf Kooperation und Verstehen ausgerichtet und damit für den Lernprozess wesentlich relevanter (vgl. auch Coleman/Brown/Rivkin, 1997).
Der Einsatz einer lerngemeinschaftsstützenden Computer-Software (CSILE und Knowledge Forum) in verschiedenen kanadischen Klassen und bei Studenten verdeutlicht vor allem die Errungenschaften, die Lerngemeinschaften im Bereich „idea improvement“ beisteuern können. Mithilfe der Software vernetzten sich die Schülerinnen und Schüler miteinander und arbeiteten gemeinsam an einem bestimmten Thema (etwa Dinosaurier oder Umweltverschmutzung). Dabei wurde vor allem die Erkenntnissuche der Lernenden gefördert, indem sie sich gegenseitig bei aufkommenden Fragen weiterhalfen, kritisierten und gemeinsam an immer besseren Lösungsansätzen und einer ständigen Erweiterung des gemeinsamen Wissensbestandes arbeiteten (vgl. Scardamalia/Bereiter 2006).
Besondere Relevanz gewinnen Lerngemeinschaften auch durch Prozesse der Globalisierung, indem sie das Zusammenarbeiten mit anderen Lernenden unterschiedlicher Herkunft fördern und damit eine Perspektivübernahme und die Arbeit mit unterschiedlichen Expertisen ermöglichen (diverse expertise).

## Beispiele

### In der Schule
- Lampert’s Mathematical Classroom:

Lampert entwickelte im Jahr 1990 einen mathematischen Lerngemeinschaftsansatz, der aus ihrer Sicht dem „idealen Mathematikunterricht“ entspricht.
Die Schülerinnen und Schüler erhalten dabei ein mathematisches Ausgangsproblem, an dem sie alleine oder in Kleingruppen arbeiten, um anschließend ihre Lösungsansätze im Plenum zu diskutieren. Ziel des Ansatzes ist, dass die Schülerinnen und Schüler dazu ermutigt werden, ihre verschiedenen Ideen und Herangehensweisen zu präsentieren, diskutieren und zu reflektieren, welche Ansätze richtig sind und warum. Auf diese Weise sollen die Schülerinnen und Schüler ein tieferes Verständnis für die Mathematik erlangen und außerdem lernen, sich korrekt mathematisch auszudrücken und mathematisch zu argumentieren.
Der Lehrer ist dabei der „Moderator“, der den Dialog bzw. die Diskussion leitet und Informationen, Expertise und Hilfestellungen bereitstellt.
- Scardamalia und Bereiters Knowledge-Building Community:

Scardamalia und Bereiter haben 1994 ein Modell entwickelt, das sie „Knowledge Building Community“ nennen. Grundlage dieser Lerngemeinschaft ist die Software CSILE, die das „Lerngerüst“/die „Lernumgebung“, eine elektronische Diskurs- und Datenbasis, liefert. Die Idee dabei ist, dass die Lernenden in einer angeleiteten Umgebung, gemeinsam Probleme und Fragestellungen erarbeiten und so aktiv am gemeinsamen Lernen beteiligt sind. Die Beiträge und Ergebnisse der einzelnen Mitglieder gehen in die Lernumgebung ein, setzen Standards für die anderen und erfordern eine kontinuierlich wechselseitige Anpassung. Dabei können auch „echte“ Experten jenseits des Klassenzimmers mit einbezogen werden. Es wird also öffentlich gelernt und kommuniziert und ermöglicht so, dass auch spätere Lernende am Lernprozess teilhaben können.
Im Unterschied zum traditionellen Ansatz, in dem ein bestimmtes Thema vom Lehrer innerhalb der Klasse (von Person zu Person) präsentiert wird, wird in der Knowledge-Building-Community auf ein bestimmtes Problem fokussiert, dass in der Öffentlichkeit diskutiert wird und zu dessen Lösung die Schüler selbst beitragen können. Wissensobjekte (knowledge objects) sollen von den Schülern selbst produziert werden und nicht die „vorgekauten“ Medienobjekte (media objects) des Lehrers rezipiert werden. Den Lernenden bleibt Gelegenheit zur Reflexion, die sie in der gewöhnlichen 1-Sekunde-Wartezeit im normalen Unterricht nicht haben. Auch bedeutet Lernen in der Knowledge-Building-Community nicht, bei den gestellten Aufgaben gut abzuschneiden, wie es der traditionelle Ansatz vorsieht, sondern es wird aus eigener Motivation heraus gelernt. Lernen ist daher ein Expertisenerwerbsprozess des progressiven „Problem solving“.

### Außerhalb der Schule
- Wikipedia[1]
- Betriebliche Aus- und Weiterbildung, etwa Knowledge Communities bei HP[2]
- E-learning-Formate, etwa Learning Communities[3]
- Wissenschaftler-Community
- Lehrerfortbildungen[4]

## Unterschiede zwischen Lerngemeinschaften
Trotz aller Ähnlichkeiten von Lerngemeinschaften können sie gerade im Hinblick auf ihre interne Organisation, d. h. die Machtverhältnisse zwischen ihren Mitgliedern, den Entscheidungsprozessen und ihre relative Offenheit für neue Mitglieder recht unterschiedlich sein. Es gibt Lerngemeinschaften, in denen Hierarchie eine Rolle spielt (das Klassenzimmer von Lampert) und es gibt andere, in denen es keine formale Hierarchie gibt (Wikipedia).
Auch die Partizipation wird auf verschiedene Weise aufgefasst. Es gibt Lerngemeinschaften, in denen Mitglieder Entscheidungen in ihrem Lernen treffen müssen (was und wie gelernt wird) und es gibt andere, die ihre Mitglieder nur als autonome Arbeiter betrachten.
Die Offenheit einer Lerngemeinschaft ist die relative Fazilität, neue Mitglieder aufzunehmen. In MOOCs (Massive Online Open Courses) und Wikipedia gehört Offenheit zu den Grundprinzipien. Bei den Vai and Gola Schneider treten neue Mitglieder in die Gemeinschaft durch eine Zeremonie ein und verlassen sie durch eine solche auch wieder.
Lerngemeinschaften lassen sich nicht als homogene Phänomene verstehen. Die Vielzahl des Phänomens fördert einfache Definitionen heraus.